# Islandske tørvehuse
Islandske tørvehuse, blandt andet tørvekirker og tørvegårde, har rod i den traditionelle islandske byggestil og materialebrug tilbage fra 9. århundrede. På Island har træ været en mangelvare, da træer på Island sjældent bliver høje, og ofte er krogede og derfor ubrugelige til tømmer desuden vokser træ langsomt på Island. Drivtømmer har spillet en vigtig rolle som byggemateriale op gennem tiden.
Af disse grunde blev der sparet på træ, og man brugte andre materialer. Tørv var gratis. Tørv havde nogle kvaliteter som træ ikke besad. Et hus af tørv væltede ikke under en storm. De tykke mure isolerede bedre end trævægge og kunne holde fugten ude. Holdbarheden af tørv var i det sydlige Island kun 20-25 år, hvorimod de i det mere tørre klima mod nord kunne holde i 50-70 år.
I Island er der bevaret seks tørvekirker og nogle få tørvegårde.